# Hutchison Park
Hutchison Park är en park i Hongkong (Kina). Den ligger i den centrala delen av Hongkong. Hutchison Park ligger 12 meter över havet.
Terrängen runt Hutchison Park är huvudsakligen kuperad, men den allra närmaste omgivningen är platt. En vik av havet är nära Hutchison Park västerut.  Centrala Hongkong ligger 4,2 km sydväst om Hutchison Park. I omgivningarna runt Hutchison Park växer i huvudsak städsegrön lövskog.